# Hieronymus von Reitzenstein

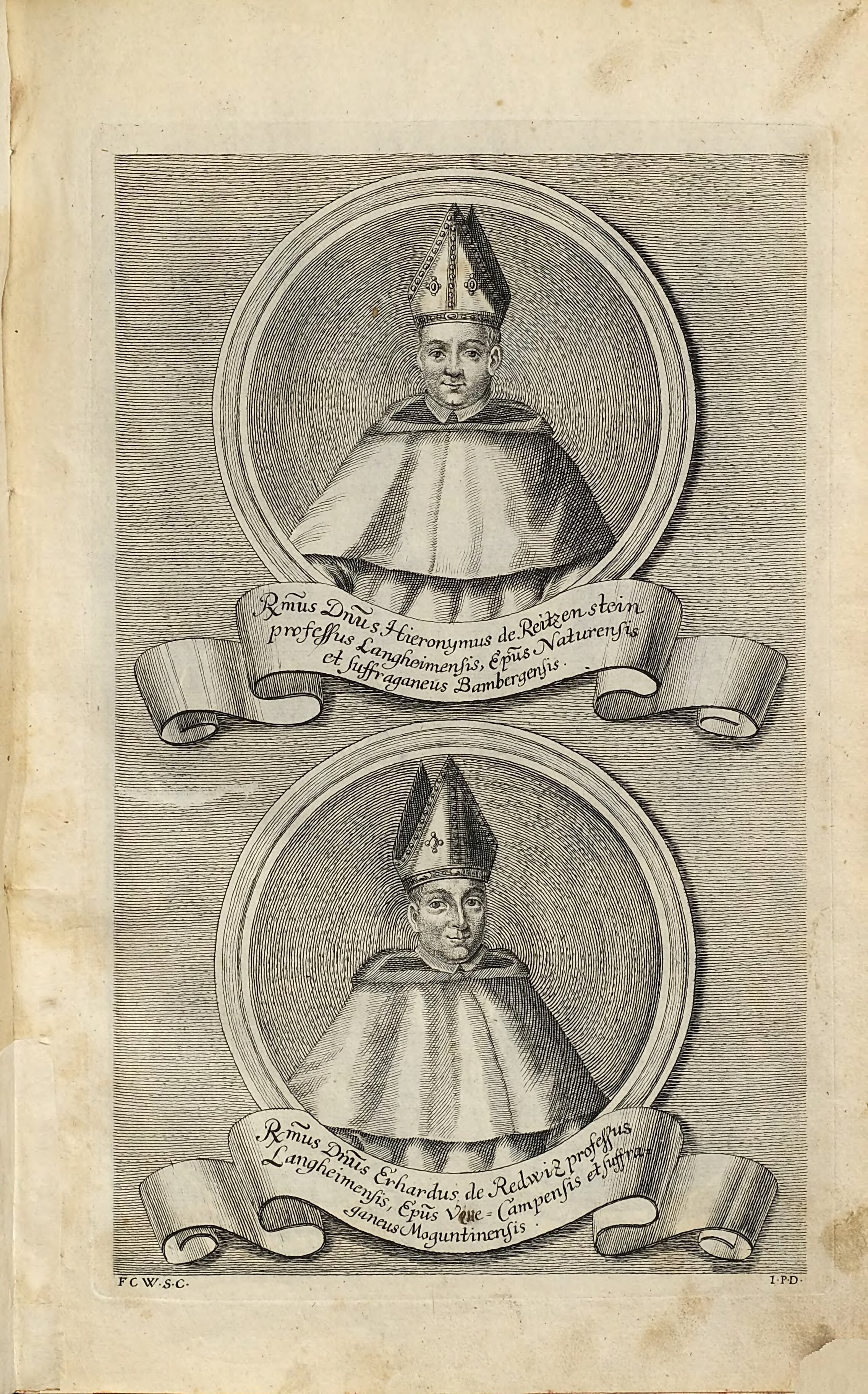
Hieronymus von Reitzenstein (oben, nicht zeitgenössische Darstellung des 18. Jhs.)

Hieronymus von Reitzenstein OCist, auch Jérôme von Reitzenstein, (* etwa 1420; † 16. Juli 1503) war ein deutscher Geistlicher, Zisterzienser und Weihbischof in Bamberg.
Reitzenstein stammt aus der fränkischen Uradelsfamilie Reitzenstein und trat 1441 den Zisterziensern im Kloster Langheim bei.
Papst Sixtus IV.  ernannte ihn am 16. November 1474 zum Titularbischof vom Athyra und Weihbischof in Bamberg. Am 18. Dezember 1474 weihte Gicomo OSA, Bischof von Sant’ Angelo dei Lombardi, ihn in Santa Maria dell’Anima in Rom zum Bischof. Mitkonsekratoren waren Gabriele Maccafani, Bischof von Marsi, und Francesco de Sanctis OFM, Bischof von Shkodrë.
Er wurde in St. Martin in Bamberg bestattet.